# Старая ратуша (Мёльн)
Старая ратуша Мёльна (нем. Altes Rathaus Mölln) — архитектурное сооружение в стиле кирпичной готики, построенное в XIV веке в городе Мёльн; достраивалось и перестраивалось в XV и XIX веках. Одна из двух готических ратуш, сохранившихся в земле Шлезвиг-Гольштейн. Памятник культуры.

## Сооружение
Ратуша в стиле кирпичной готики построена с заметным влиянием архитектуры Любека. Здание представляет собой двухэтажный карнизный дом. С северной и южной стороны ратуши находятся ступенчатые фронтоны в готическом стиле с остроконечными арками. Северный фронтон выглядит немного богаче южного. При его строительстве использовали чёрный глазурованный кирпич, что в архитектуре Любека указывает на важность и близость здания к совету. Южный фронтон выдержан в неоготическом стиле. Открытое крыльцо с судебной беседкой с готическим ступенчатым фронтоном выходит на рыночную площадь. Перед ним большая внешняя лестница, которая ведёт на расположенное выше кладбище при Николайкирхе.

## История
Строительство ратуши в Мёльне датируется второй половиной XIV века. Она была построена после того, как в 1359 году город Мёльн был заложен Альбрехтом V, герцогом Саксен-Лауэнбурга ганзейскому городу Любеку. В 1409 году первая ратуша была сожжена, вместе со всем городом, Эрихом IV, новым герцогом Саксен-Лауэнбурга, но после она была восстановлена при поддержке города Любека.  Расположенный на Старом соляном пути между Люнебургом и Любеком, в междуречье рек Стекниц и Дельвенау, город Мёльн быстро разбогател. В 1373 году горожане богато украсили северный фронтон ратуши. В 1475 году к зданию было пристроено открытое крыльцо с судебной беседкой. Во время ремонта 1896 года южный фронтон ратуши был перестроен в неоготическом стиле.
С 1993 года здание старой ратуши занимает музей города Мёльн, филиалом которого является музей Уленшпигеля, который находится в одном из старинных фахверковых домов на другой стороне рыночной площади. В подвале ратуши с готическими сводами работает ресторан.